# Émilie Evershed
Émilie Evershed, née Emilie Gabrielle Poullant de Gelbois à Nantes le 1er juillet 1800 et morte à La Nouvelle-Orléans le 19 janvier 1879, était une poétesse française.

## Biographie
Venue vers 1817-1818 en Louisiane avec son premier mari, qui l'abandonna, elle épousa ensuite Thomas Evershed, en 1824. Ses œuvres furent publiées à Paris entre 1843 et 1850 (Victor Hugo avait un exemplaire d’Une Couronne blanche dans sa bibliothèque de Guernesey).

## Œuvres
- Églantine ou le secret, 1843
- Essais poétiques sur Google Livres, Paris, Bossange, 1843
- Esquisses poétiques, 1846
- Une Couronne blanche, 1850